# Alexandre Auguste Ledru-Rollin
Alexandre Auguste Ledru-Rollin, född 2 februari 1807 i Paris, död 31 december 1874 i Fontenay-aux-roses nära Paris, var en fransk politiker. Ledru-Rollin ställde bland annat upp som motkandidat till Louis Napoleon Bonaparte i presidentvalet 1848 men erhöll bara 370 000 röster mot Napoleons 5 miljoner.

## Biografi
Ledru-Rollin, son till läkaren Jacques Philippe Ledru, blev juris licentiat och doktor. Han ägnade sig från 1830 åt advokatyrket och antog namnet Rollin för att skilja sig från advokatkollegan Charles Ledru. Vid sidan av sin syssla som advokat var han även produktiv författare. Han blev redaktör för den juridiska tidskriften Journal du Palais, vars 46 första årgångar (1791-1837) han återutgav. Han återpublicerade även tidskriftens artiklar från 1791-1845 i bokverket Jurisprudence française ou répertoire du Journal du Palais som gavs ut i åtta band. Han gav vidare ut bokverket Jurisprudence administrative en matière contentieuse de 1789 à 1831 i nio band och var 1844-1846 redaktör för tidningen Le Droit.
Han valdes 1841 till medlem av deputeradekammaren i Le Mans, där han snart blev vänsterns förnämsta talare.[källa behövs] Hans passionerade vältalighet var likväl mer folktalarens än den parlamentariske debattörens.[källa behövs] Han var och förblev ständigt mer en folktribun än en statsman.[källa behövs] Störst var han i anfallet.[källa behövs] Han lät knappt något tillfälle att bekämpa regeringens politik gå sig ur händerna, och ingen bidrog mer än han till att störta julimonarkin.[källa behövs] Han var inte nöjd med verksamheten inom kammaren, där hans parti hade liten representation och 1846 grundade han den radikala tidningen Réforme, som snart visade socialistiska tendenser. Detta väckte stort uppseende eftersom Ledru-Rollin dels själv ärvt en betydlig förmögenhet, dels 1843 gift sig rikt.
Då februarirevolutionen 1848 avsatt Ludvig Filip från tronen, blev Ledru-Rollin medlem av den provisoriska regeringen och vald till inrikesminister. Han gjorde värdefulla insatser för den, efter revolutionen införda allmänna rösträttens organiserande och dess tillämpning vid valen till den konstituerande nationalförsamlingen. Det var också Ledru-Rollin, som genom sin energi kvävde upprorsförsöket 16 april 1848.[källa behövs] Han valdes på tre ställen till medlem av Konstituerande nationalförsamlingen och utsågs av denna (dock endast med 458 röster av 800), sedan den provisoriska regeringen nedlagt sin makt, till ledamot av exekutivkommissionen. Han bidrog kraftigt till undertryckande av revolutionsförsöket 15 maj samt propagerade i nationalförsamlingen mot prins Louis Napoleon. Till följd av juniupproret måste exekutivkommissionen avsäga sig sin makt, varefter general Cavaignac blev diktator. Ledru-Rollin återgick då till sin roll som oppositionsman och försvarade i nationalförsamlingen med en vältalighet, som väckte även hans motståndares beundran, det ultraradikala partiets grundsatser.
Vid valet av republikens president 10 december 1848 erhöll Ledru-Rollin endast 370 119 röster. Som chef för "berget" (yttersta vänstern) i nationalförsamlingen bekämpade Ledru-Rollin med utomordentlig häftighet prins Louis Napoléons politik. Sedan han vid valen till Lagstiftande nationalförsamlingen (maj 1849) segrat i fem departement, höll han 11
juni samma år i denna församling ett glänsande tal mot expeditionen till Rom, vilket slutade med de orden: "Författningen är kränkt, vi skola försvara henne med alla medel, till och med med vapnen". Men då han två dagar därefter, 13 juni, sökte sätta dessa hotelser i verket och kalla Paris’ arbetare till-revolution, misslyckades detta fullkomligt. Efter att 23 dagar ha hållit sig gömd i trakten av Paris, lyckades Ledru-Rollin fly till Belgien, varifrån han begav sig till England.

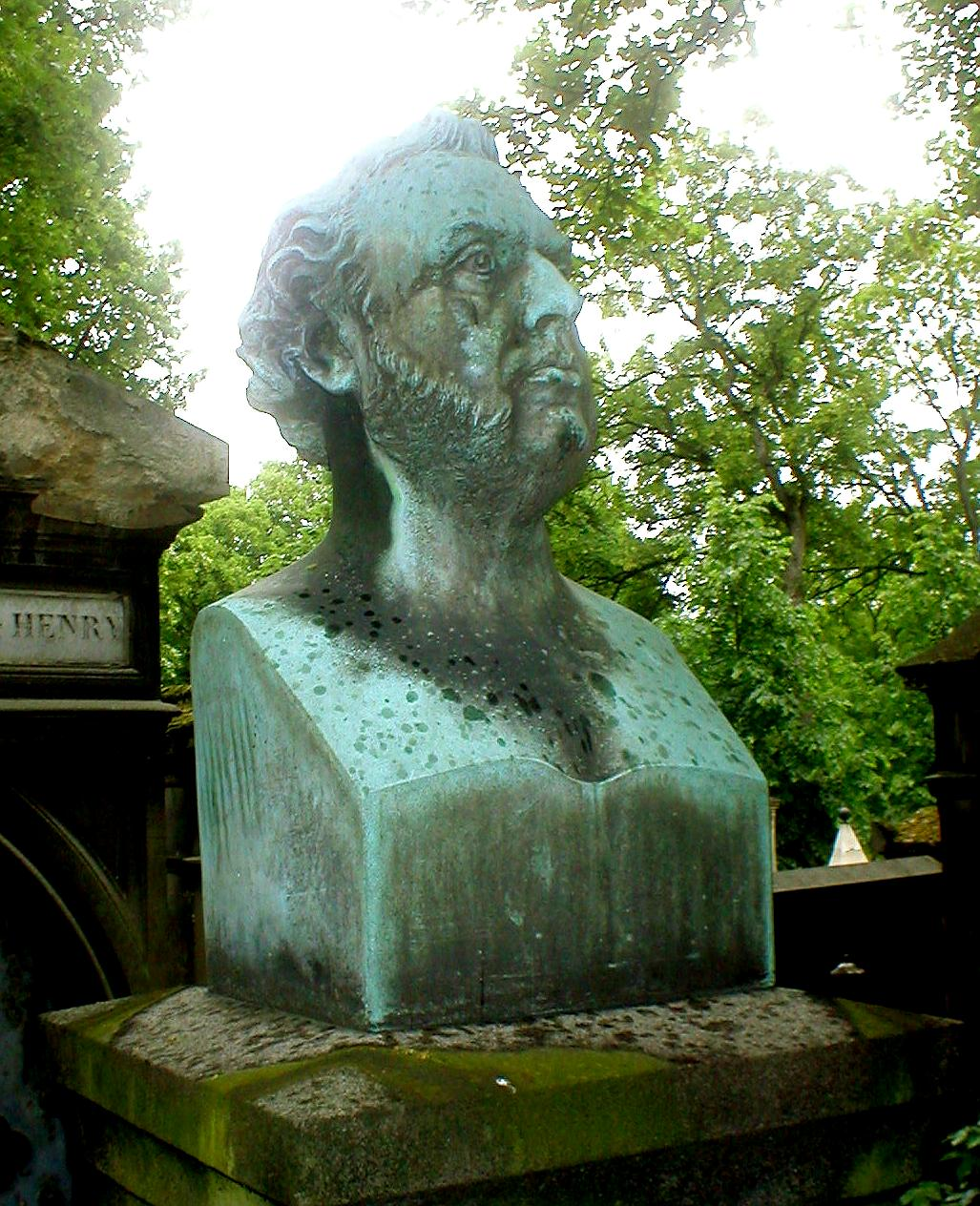
Ledru-Rollins byst utförd av David d'Angers

För sitt revolutionsförsök dömdes han, frånvarande, till deportation. Ledru-Rollin tillbragte mer än två årtionden i landsflykt, till större delen i London, sysselsatt dels med litterär verksamhet, dels med revolutionär propaganda. I Le 13 Juin 1849 (1849) skildrade han sitt misslyckade revolutionsförsök. Mycket berättigadt ogillande väckte hans bok De la décadence de l'Angleterre (1850), vari han angrep det land, som skänkte honom gästfrihet. Det engelska lagväsendet skildrade han i La loi anglaise (1851). Tills, med Kossuth, Mazzini m. fi. bildade han i London en revolutionskommitté, som var ämnad att bli medelpunkten för den europeiska demokratins angrepp mot de bestående regeringarna.
Först 1870 fick Ledru-Rollin tillstånd att återkomma till Frankrike; 8 februari 1871 utsågs han av tre departement till medlem av nationalförsamlingen, men avsade sig mandatet redan 19 samma månad 1874 uppträdde han dock som kandidat vid ett partiellt val i Vaucluse, där han också segrade. I nationalförsamlingen föreföll hans vältalighet emellertid föråldrad, och han överlevde icke länge denna motgång. Hans änka utgav 1879 en vald samling av hans tal och politiska skrifter, Ledru-Rollin, ses discours et ses écrits politiques. Ledru-Rollins bildstod restes 1885 i Paris.